# Henri Monnot
Henri Monnot war ein französischer Segler.

## Erfolge
Henri Monnot nahm an den Olympischen Spielen 1900 in Paris teil, wo er in drei Wettbewerben antrat. Als Skipper seiner Yacht Sarcelle misslang ihm in der gemeinsamen Wettfahrt noch die Zieleinfahrt, wurde aber dafür in der ersten Wettfahrt in der Bootsklasse 0 bis 0,5 Tonnen Dritter. Bei der zweiten Wettfahrt verpasste er als Vierter eine weitere Podiumsplatzierung. Zur Crew der Sarcelle gehörten in allen Wettfahrten Léon Tellier und Gaston Cailleux.